# Gose
Gose (御所市 -shi) é uma cidade japonesa localizada na província de Nara.
Em 2003 a cidade tinha uma população estimada em 33 526 habitantes e uma densidade populacional de 552,78 h/km². Tem uma área total de 60,65 km².
Recebeu o estatuto de cidade a 31 de Março de 1958.